# یواس‌اس واشبرن (ای‌کی‌ای-۱۰۸)
یواس‌اس واشبرن (ای‌کی‌ای-۱۰۸) (به انگلیسی: USS Washburn (AKA-108)) یک کشتی بود که طول آن ۴۵۹ فوت ۲ اینچ (۱۳۹٫۹۵ متر) بود. این کشتی در سال ۱۹۴۴ ساخته شد.